# Earth Departure Stage

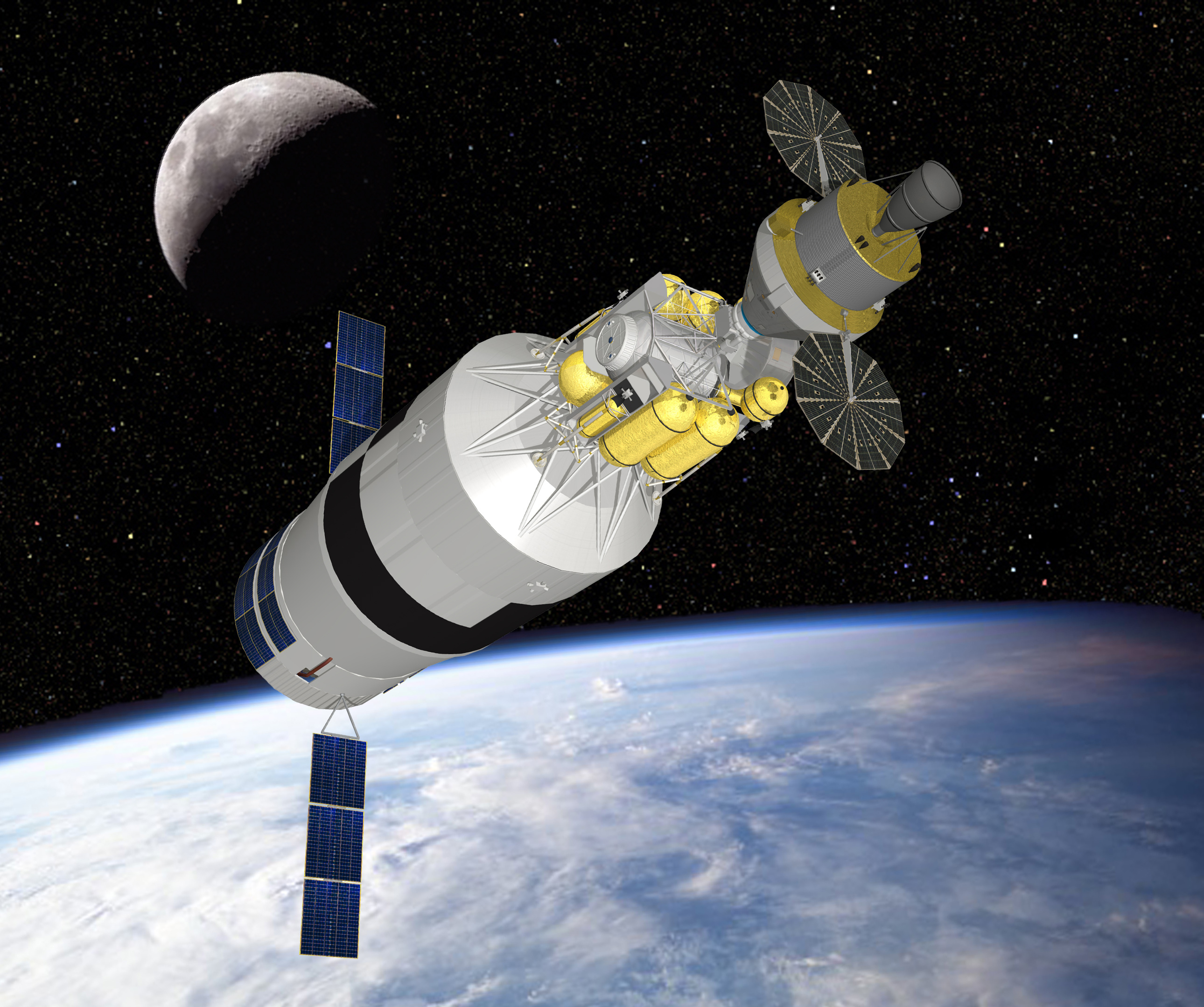
La Earth Departure Stage con la Altair y la nave Orión en órbita terrestre.

La Earth Departure Stage o EDS, también conocida como Vehículo de salida de la Tierra, era una etapa de cohete diseñada por la NASA en su Marshall Space Flight Center en Huntsville, Alabama, para el cohete Ares V como parte del programa Constelación, el cual fue cancelado en 2010. La EDS estaría propulsada por un único motor principal J-2X relleno de oxígeno líquido (LOX) e hidrógeno líquido (LH2), y sería similar a la etapa de cohete S-IVB usada en los cohetes Saturn V que propulsaron las misiones de tres tripulantes del programa Apolo a la Luna entre 1968 y 1972.

## Diseño
Originalmente basada en el tanque externo del transbordador espacial, la EDS habría usado dos motores J-2X, mientras que el cohete central del Ares V habría usado cinco motores principales del transbordador espacial y dos cohetes aceleradores sólidos de 5-segmentos durante los ocho primeros minutos de vuelo.  
Cuando el Ares V fue rediseñado para el uso de cinco (después seis) motores de cohete RS-68B actualmente usados en la familia EELV Delta IV, entonces la EDS fue rediseñada usando solo un único motor J-2X y una mampara común, así en su diseño actual, ahora el EDS se parece a una etapa S-IVB sobre dimensionada, pero con la capacidad de almacenamiento in situ (usando nuevas técnicas de almacenamiento del combustible con una "pollera de vuelo" que contiene los paneles solares para la electricidad) durante hasta 30 días, algo imposible con la vieja S-IVB.